# ボニーボニー
ボニーボニーは、事務所に所属せずフリーで活動する日本のお笑いコンビ。
2016年4月結成。活動はライブが中心で、大阪府大阪市西区にあるお笑いライブハウス「楽屋A」を拠点としている。所属事務所の枠を超えたユニット集団・WEST ANTSの元メンバー。

## メンバー
花崎 天神（はなざき てんじん、1989年4月25日（36歳） - ）
ツッコミ担当。
本名、花崎 太一（はなざき たいち）。静岡県出身、大阪教育大学中退。身長172 cm、体重52 ㎏、血液型はA型。髪型はアフロヘアー。
趣味/特技：オタク趣味（アニメ、声優）、剣道二段、一般より文章が書ける程度の能力。2022年頃からタロット占いをやっている。
バスケットハット、チープ時計が好き。
刺激を受けた芸人として横山やすし（横山やすし・西川きよし）、柴田英嗣（アンタッチャブル）、ビートたけしを挙げている。
仲が良い芸人としておねえちゃん（牛ぺぺ）、井口バツ丸（元ハノーバー）、イオリ・ジャンバック（シンバルモンキー）、クボ（ガングリオン）などを挙げている。
篠崎こころ、えなこなどコスプレイヤーが好き。
芸名はゲーム『アマガミ』から着想を得た（「天神」の読みを変えると「あまがみ」になる）。
愛煙家。銘柄はハイライトのメンソール。

バリーとくのしん（1994年8月29日（30歳） - ）
ボケ担当。
本名、和田 徳之進（わだ とくのしん）。京都府出身 。身長178 cm、体重68 ㎏、血液型はAB型。髪型はリーゼント。
趣味/特技：レスリング、相撲、空手、ボクシング、格闘技全般、TVゲーム、B級映画。外でも平気で寝られる｡横浜DeNAベイスターズのファン。
仕事の時はスニーカーだが、普段はブーツを履いている。
高校卒業で進路を決める際はプロレスラーを目指していたが、大阪の常設リングがなくなりプロレスと関われる仕事として芸人を目指し、NSCに入学した。
ソウル歌手のサム・クックに憧れている。
仲が良い芸人として江原（ザ・布団）、ダブルアクション三浦健悟、すみかわ（ブルーウェーブ）、幸のとり、喜助（元サンスーシー紅色）などを挙げている。
愛煙家。銘柄はハイライト。
2024年6月、とくのしんからバリーとくのしんに改名した。

## 略歴
花崎がNSC大阪校35期、バリーとくのしんが36期出身で先輩後輩による関係。吉本興業に所属して、それぞれ別のコンビを組んでいたが、2015年にお互いのコンビが解散。
2016年4月1日、バリーとくのしんが花崎に声をかけコンビ結成。コンビ名は、バリーとくのしんの好きな映画『俺たちに明日はない』のヒロインの役名「ボニー」が由来。当初はボニーの前後に何か足そうか考えていたが、最終的に繰り返す形の名前に決めた。バリーとくのしんはホームレス状態だったが、組んで以降は花崎の家に居候している（2024年現在）。
2016年11月、大阪市北区に「お笑い&マジックBAR グラッチェ」が開店。店長に誘われ、店では週5日のペースで20時から5時まで8回ネタを演じる。店に出演している芸人を集めた事務所「UMEDA芸能」へ所属する。
2017年11月、よしもと漫才劇場にて開かれたよしもと以外の芸人の共演ライブ「クロスウォーバー」で、後のM-1グランプリ2018王者となる霜降り明星を抑えて優勝。
2019年2月、「UMEDA芸能」が活動停止。OFFICE MINAMIKAZE(オフィス・ミナミカゼ)へ移籍するも2021年3月を以て退所以降はフリーとなる。
2019年6月、NSC大阪校37期出身の加藤進之介が大阪のインディーズを中心に活動する芸人を集めた、ライブスペース「舞台袖」に所属。
2021年、芸人ユニット『WEST ANTS』を結成する。メンバーは絶対的7%（解散）、トルクレンチガールズ（解散）、にぼしいわし、風穴あけるズ、ブルーウェーブ、ハノーバー（解散）、チームクボ（現ガングリオン）、シンバルモンキー。
2022年5月、大阪市西区に加藤進之介がライブスペース「楽屋A」をオープン。風穴あけるズ、にぼしいわしと共に劇場「楽屋A」のトップメンバーに選ばれる。以後、入替バトルを勝ち残りTOP3メンバーとして活動している。
K-PRO主催のライブ「ULTRA JET JAM」(2022年11月9日、EX THEATER ROPPONGI）に出演（「WEST ANTS」のメンバーで予選を勝ち上がった出演枠）。
2023年3月、楽屋AメンバーとGERAPP（げらっぷ）による「東西お笑いFES」へ出演。7月19日、2年余り活動していたユニット集団・WEST ANTSが活動中止。楽屋Aで最後の終結ライブをする。
9月10日、ytv漫才新人賞に大会初のフリーの芸人として出場。テレビでのネタ披露自体も初めてだった（ROUND 1の結果は12組中10位）。
2023年、初めてM-1グランプリで準々決勝まで進出した。

## 芸風
主に漫才で、アップテンポなしゃべくり漫才を得意とする。バリーとくのしんによるコント風の細かな描写を捕らえたボケと花崎のハイテンションなツッコミが特徴。花崎は静岡出身のため、関東弁のツッコミが多い。ネタ作りは2人で行なっている。花崎が憧れている芸人は横山やすしのため、やすきよの写真を舞台衣装に入れている。
コントを舞台で演じることは少ないが、2025年に始まった漫才・コント二刀流の大会「ダブルインパクト」では準々決勝に進出した。

## 賞レースの成績

#### M-1グランプリ[10]
| 年度            | 結果         | エントリーNo. | 会場                           | 日時     | 備考                          |
| --------------- | ------------ | ------------- | ------------------------------ | -------- | ----------------------------- |
| 2016年 (第12回) | 1回戦敗退    | 718           | 大丸心斎橋劇場                 | 8月11日  |                               |
| 2017年 (第13回) | 2回戦進出    | 1220          | 大丸心斎橋劇場                 | 10月11日 |                               |
| 2018年 (第14回) | 2回戦進出    | 813           | 大丸心斎橋劇場                 | 10月12日 |                               |
| 2019年 (第15回) | 2回戦進出    | 1704          | 朝日生命ホール                 | 10月9日  |                               |
| 2020年 (第16回) | 2回戦進出    | 1006          | COOL JAPAN PARK OSAKA SSホール | 10月29日 |                               |
| 2021年 (第17回) | 3回戦進出    | 1000          | よしもと祇園花月               | 10月27日 |                               |
| 2022年 (第18回) | 2回戦進出    | 2505          | 森ノ宮よしもと漫才劇場         | 10月10日 |                               |
| 2023年 (第19回) | 準々決勝進出 | 2876          | なんばグランド花月             | 11月20日 |                               |
| 2024年 (第20回) | 3回戦進出    | 8434          | よしもと祇園花月               | 10月27日 | シード権獲得により1回戦は免除 |
| 2025年 (第21回) |              | 4092          |                                |          |                               |

#### ytv漫才新人賞
| 回（年）              | 結果       | 備考                                 |
| --------------------- | ---------- | ------------------------------------ |
| 第13回（2023-2024年） | 選考会敗退 | ROUND1 10位、ROUND2 9位、ROUND3 10位 |
| 第14回（2024-2025年） | 選考会敗退 | ROUND1 11位、ROUND2 10位             |

#### その他賞レース
- 2016年 第5回関西演芸しゃべくり話芸大賞 奨励賞
- 2025年 ダブルインパクト 準々決勝進出
- 2025年 今宮子供えびすマンザイ新人コンクール 決勝進出

## 出演

### テレビ
- バキバキ☆ビート！Ⅱ(サンテレビ、2018年8月25日）[11]
- オガッタ!?（仙台放送、2019年1月11日）[12]
- 灯る時間（朝日放送テレビ、2024年9月29日） - ちょいバラ枠内番組

### WEBラジオ
- ボニーボニーの鬼★いてこましラジオ（Radiotalk、2022年5月12日 - 2023年6月29日）[13]
- ボニーボニーのも〜っと鬼★いてこましラジオ（Radiotalk・YouTube、2023年7月6日 - 2025年4月23日）[13]

### ラジオ
- 「関西発 芸人ユニット WEST ANTSのアリ様」（MBSラジオ、2021年4月26日）[14]
- 「お笑いライブハウス『楽屋A』ラジオ選抜芸人の逆襲」（MBSラジオ、2022年6月26日）[15]
- 「MBSヤングタウン日曜日」（MBSラジオ、2023年2月26日） - 三遊亭とむ、福島暢啓　ゲスト出演[16]
- 「マイナビ Laughter Night」（TBSラジオ、2023年4月28日）[17]
- 「ボニーボニーのも〜っと鬼★いてこましラジオ」(MBSラジオ、2023年10月12日）
- 「Mラジ Music Treasures」(MBSラジオ、2024年6月28日）
- 「オーパスツー＆ボニーボニーミナミの地下で作戦中」(朝日放送ラジオ、2025年4月19日）

## 単独ライブ
- ボニーボニー第一回単独ライブ「俺たちに明日はない」(2018年7月3日、道頓堀ZAZA HOUSE）
- 「1時間でどれだけ漫才できるか試しちゃうって寸法」（2021年5月2日、舞台袖）配信単独ライブ[18]
- ボニーボニー巣鴨公園15分単独「スキぴっぴ★チュッチュ！チュッチュ！マシーン!!」（2021年6月30日、巣鴨公園）
- ボニーボニー第二回単独ライブ「明日に向かって撃て」（2022年2月4日、道頓堀ZAZA）[19]
- ボニーボニー”修行”単独 百八煩悩砲 〜108分ネタ一本勝負〜（2022年11月22日、楽屋A）[20]
- ボニーボニー第三回単独ライブ「夕陽のガンマン」（2023年2月12日、楽屋A）
- ボニーボニー”修行”単独 百八煩悩砲（弐） 〜108分ネタ一本勝負〜（2023年6月14日、楽屋A）
- ボニーボニー”修行”単独 百八煩悩砲（参） 〜108分ネタ一本勝負〜（2023年12月8日、楽屋A）
- ボニーボニー”修行”単独 百八煩悩砲（肆）〜108分ネタ一本勝負〜（2024年8月4日、楽屋A）
- ボニーボニー”修行”単独 百八煩悩砲（伍）〜108分ネタ一本勝負〜（2025年8月15日、楽屋A）